# Philodendron toshibae
Philodendron toshibae là một loài thực vật có hoa trong họ Ráy (Araceae). Loài này được M.L.Soares & Mayo mô tả khoa học đầu tiên năm 2001.